# Агульська мова
Агульська мова (самоназва: агьул чІал) — мова агулів. 
Розмовляють нею близько 25 тисяч осіб (2007) переважно на півдні Дагестану (Агульський та Курахський райони, 16 і 5 поселень відповідно). 
Розрізнюють такі діалекти агульської мови: Тпігський, Керенський, Кошанський, Фітінський, Кекхюнський.
1990 року створений алфавіт на основі кирилиці, а від 1992 року навчання в агульських школах проводиться рідною мовою. 

## Агульська абетка
| А а   | Б б   | В в   | Г г   | Гъ гъ | Гь гь | ГІ гІ | Д д   |
| Дж дж | Е е   | Ё ё   | Ж ж   | З з   | И и   | Й й   | К к   |
| Кк кк | Къ къ | Кь кь | КI кI | Л л   | М м   | Н н   | О о   |
| П п   | Пп пп | ПІ пІ | Р р   | С с   | Т т   | Тт тт | ТI тI |
| У у   | Уь уь | Ф ф   | Х х   | Хъ хъ | Хь хь | XI хI | Ц ц   |
| ЦІ цІ | Ч ч   | Чч чч | ЧІ чІ | Ш ш   | Щ щ   | ъ     | I     |
| ы     | ь     | Э э   | Ю ю   | Я я   |       |       |       |